# USS LST-816
O USS LST-816 foi um navio de guerra norte-americano da classe LST que operou durante a Segunda Guerra Mundial.